# 臨時提督街市專線
臨時提督街市專線是由市政署開設，往返臨時提督街市和高士德區的巴士路線。

## 簡介及歷史
- 2022年2月25日，因應提督街市（俗稱「紅街市」）因重整工程展開並停用，而臨時提督街市亦於同年3月29日起運作。市政署宣佈為方便居民往返臨時提督街市和紅街市，由同日起增設一條專線巴士往返臨時提督街市至高士德區，免費接載居民前往。服務時間為09:00-12:00及15:30-18:30，沿途停靠“高士德／連勝”站（太平電器門口）、觀音堂前、士多鳥拜斯大馬路華仁中心對面、“高士德／紅街市”站（中國銀行門口），再回到林茂塘街臨時提督街市。該路線初期試行兩個月，試行期間市政署將據乘搭人次等數據評估效益。[1][2][3]

- 2022年3月30日，市政署稱免費接駁專線巴士首日運作順暢，深受市民歡迎；署方經聽取意見並與交通部門協商後，調整服務時間為08:00-12:00、15:30-18:30。[4][5]

- 2022年5月25日，市政署宣佈延長專線巴士服務至同年7月底。[6]

- 2022年7月11日至18日，為配合「全澳相對靜止管理」措施，本線暫停營運。[7]

- 2022年7月18日至22日，因應「全澳相對靜止管理」措施延長，上述停駛安排維持。[8]

- 2022年7月23日，本線恢復營運，為配合防疫，將不設企位，而當車廂滿座時不再上客，將載客率限制於六成以內。同時，每名乘客均須佩戴KN95口罩，上車時須主動出示當日有效的綠色健康碼。[9]

- 2024年5月29日起，因臨時提督街市停止運作，同時紅街市翌日起重新開放，本線正式停駛。[10][11]

## 用車
（由市政署租賃新福利非營運車輛行駛）
2022年2月25日至2024年2月28日︰
- 三菱Rosa（歐三）

2024年2月29日至5月28日：
- 三菱Rosa（歐五）

## 電牌
- 2022年4月10日前，中文頭牌顯示為：臨時提督街市專線巴士
- 2022年4月10日後，中文頭牌更改為：臨時紅街市
- 2024年2月29日，中文頭牌更改為：專車

## 路線資料

### 收費
- 免費

### 服務時間及班距
| 服務時間                  | 每天                    |
| ------------------------- | ----------------------- |
| 林茂塘街 （臨時提督街市） | 08:00-12:00 15:30-18:30 |
| 班距                      | 15分鐘                  |

### 路線停站
| 臨時提督街市專線 | 臨時提督街市 ↺ 觀音堂前                   | 臨時提督街市 ↺ 觀音堂前 |
| 循環線           |                                           |                         |
| 序號             | 站名                                      |                         |
| 1                | 林茂塘街 （臨時提督街市）                 |                         |
| 2                | 高士德／連勝 （高士德太平電器門口）       |                         |
| 3                | 觀音堂前                                  |                         |
| 4                | 士多鳥拜斯 （華仁中心對面）               |                         |
| 5                | 高士德／紅街市 （中國銀行紅街市支行門口） |                         |
| 6                | 林茂塘街 （臨時提督街市）                 |                         |

## 運作情況
- 在臨時街市運作前夕，澳門立法會直選議員梁鴻細指收到反映，指專線巴士上午服務時間不符合部分居民早起前往街市買菜的習慣，加上臨時街市鄰近沙梨頭街市，導致部分居民不前往臨時街市買菜。故建議市政署做好專線巴士試行初期的數據評估，彈性安排調整服務時間；另冀加強宣傳有關臨時街市地點、巴士接駁、專線地點、停泊車位等資訊，方便居民前往。[12]

- 在臨時街市首日（2022年3月29日）營運期間，首班由高士德區開往臨時街市的免費專線巴士爆滿，有部分檔販或市民指當局應該將專線巴士營運時間提早至09:00前，亦有部分市民而言較難找到臨時街市的位置和不清楚如何乘坐專線巴士。有攤販指生意尚可，客人以熟客為主，加上首日運作人流比原有的街市少，相信與市民未熟悉臨時街市位置有關。有市民指臨時街市地方大和企理，但周邊配套如車位較為缺乏。[13] 有市民認為專線巴士班次稀落，加上臨時街市位置較遠，而由於當時正值COVID-19疫情時期，乘坐專線巴士需掃描“澳門健康碼”場所碼，對長者來說造成不便，故此部分市民選擇到鄰近紅街市的超市或賣菜店買餸。[14]

- 市政署對街市首日（2022年3月29日）運作情況指出普遍滿意街市環境及設施，又稱專線巴士將視乎乘搭人次等數據評估效益再作調整安排。亦在外圍設置多個相關指示牌和專線巴士指南指引市民前往。[15] 部分社區人士包括中區社諮委委員於臨時街市營運首日到場視察，大部分居民或檔主對紅街市重整工程表示理解，期望工程能儘快完工；部分居民或檔主希望專線巴士可加密班次、加多站點和提早發車時間，配合不同區域居民和長者出行習慣，以及接載更多有意來臨時街市的居民來購物。[16]

- 在臨時街市營運的翌日（2022年3月30日），有售賣海鮮類的攤販表示雖然人流不錯，但「旺丁不旺財」，有很多人到鄰近的水上街市採購後，只是順便行來臨時街市看看環境，加上不少熟客流失，生意比搬去臨時街市後下趺近半成，他希望可增加出入口，方便居民入內購物。同時在附近路口增設路牌，使更多人知悉臨時街市的位置。有肉販表示臨時街市有三分之二的人是參觀或各團體宣傳，但在街市買菜的人僅三分之一，生意較之前相比也只有三分之一，大部分是舊客光顧。臨時街市沒一般巴士到達，附近巴士站也更接近水上街市，加上水上街市也有停車場。部分攤販希望專線巴士能提前至08:00起提供服務接載居民，帶動人流。有部分紅街市熟客表示專線巴士點對點直達，方便往返臨時街市，亦希望相關服務能夠維持，否則臨時街市距離太遠導致不會前往到場購物；環境方面比臨時沙梨頭街市時期乾淨闊落，環境得到優化。有居住周邊的人士指未來會選擇“兩邊走”包括到周邊的水上街市。[17]

- 隨後市政署表示專線巴士首日運作情況順暢，不少市民選擇使用專線巴士服務前往臨時街市，經評估和綜合多方面包括市民意見並與交通部門協商後，決定將專線巴士首班車提前一小時，當局亦於臨時街市外圍設置了多個指示牌，指引市民前往。[18]

## 專線停駛期間情況
- 2022年7月11日起，澳門實行“相對靜止管理”措施，街市等維生場所維持開放，在措施實行期間，市政署宣佈專線巴士停駛。對部分原本到臨時街市買菜的市民表示，只好在義字街一帶攤檔及店舖購買新鮮肉菜。居民稱由雅廉訪一帶步行前往臨時紅街市較遠，之前高士德紅街市對出有專線巴士可搭，多會去臨時街市買餸，認為選擇較多。但暫停專線巴士後便沒有再去，希望可以續設專線巴士，且搭巴士人流不算太多，也有相關人員現場協調，相信風險不會很高。有臨時紅街市攤販表示，本來街市生意已不太好，現在專線巴士停駛，街市人流再減，尤其早上時段，現時只有附近幾幢大廈居民光顧。[19]
- 2022年7月20日，距離疫情進入“鞏固期”還有3天，有臨時街市攤販則希望街市專線巴士可同步恢復運作，不少原來的紅街市熟客，之前會乘專線巴士前來光顧，但沒有專線巴士後，部分長者和家庭主婦沒有電單車，要步行十多二十分鐘才能到達，“一來一回大半小時”，令街市直接損失這批顧客。居於紅街市附近的長者表示，近日巴士不許一般居民乘搭相當不便，由於自己經常腳痛，外出買餸或核酸檢測時，“一、兩個站也會搭巴士”。尤其是區內紅街市因重整工程暫停運作，之前有專線巴士，下午時段會乘專線巴士去買餸，認為臨時街市有冷氣又有巴士接送，選擇也較多，不少街坊隔一、兩天也會前往。但早前臨時街市專線巴士停駛，其他巴士又不讓一般居民乘搭，步行路程較遠，天氣炎熱相當辛苦，希望下階段可以恢復專線服務。[20]

## 圖片集

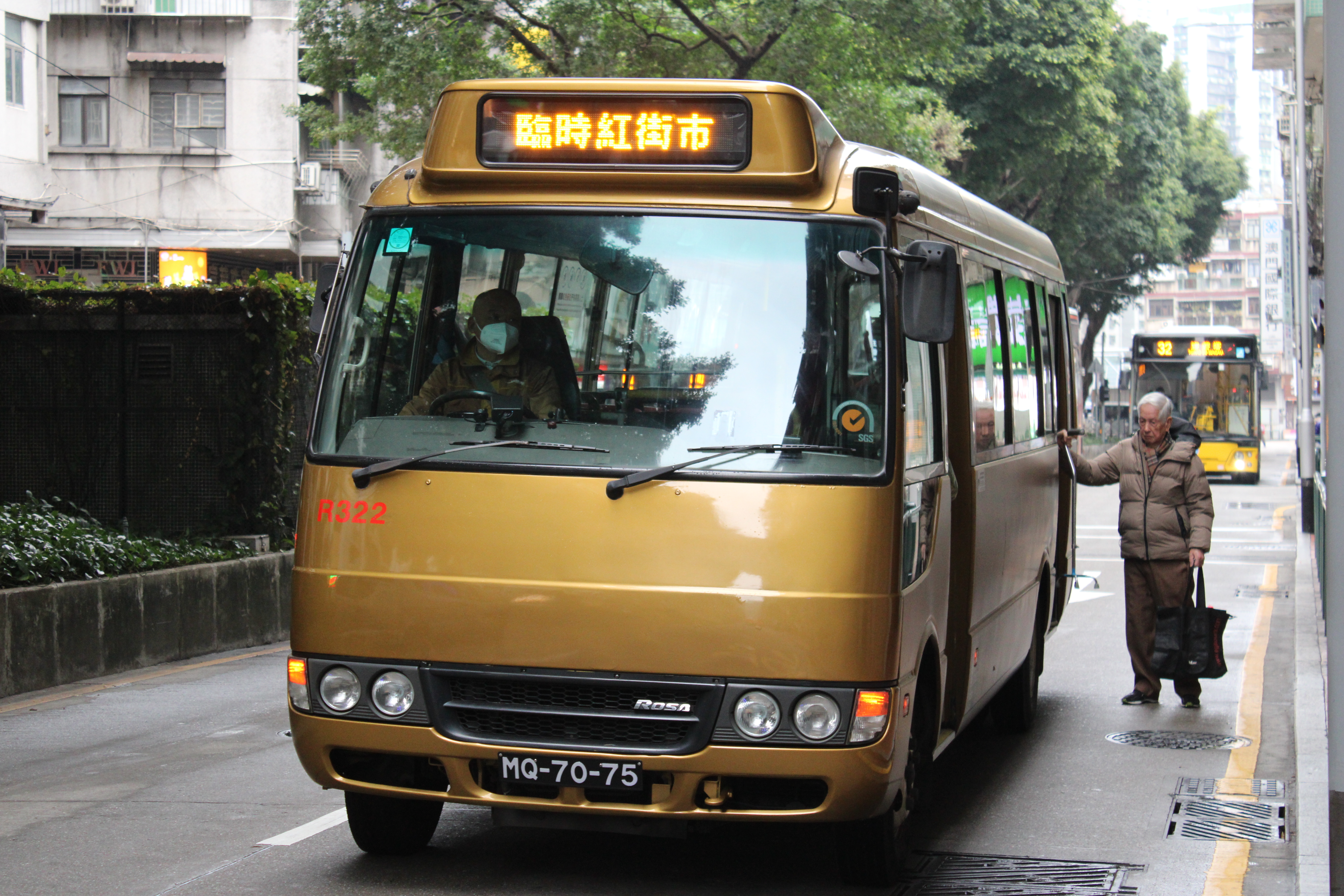
三菱Rosa
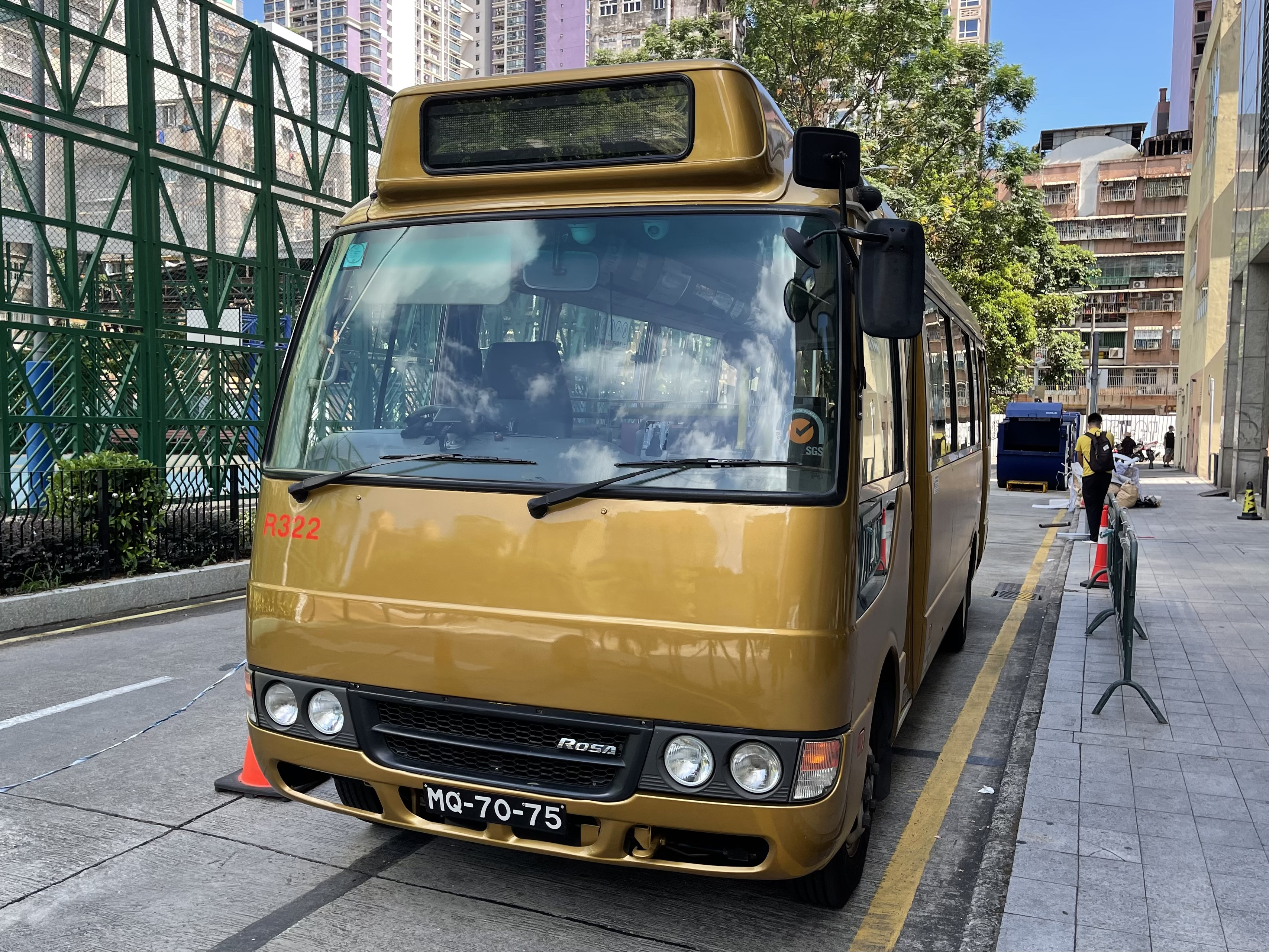
三菱Rosa
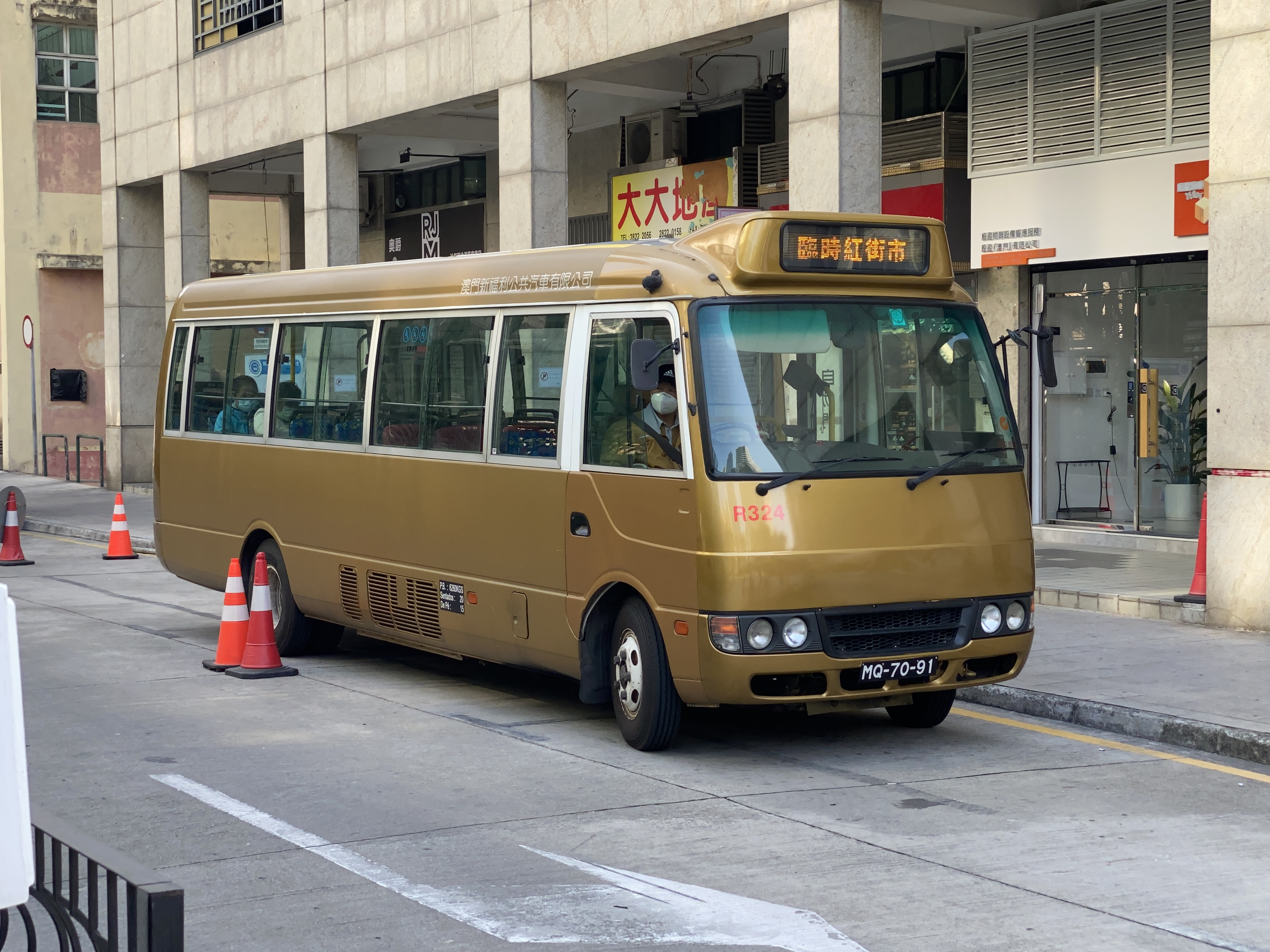
三菱Rosa
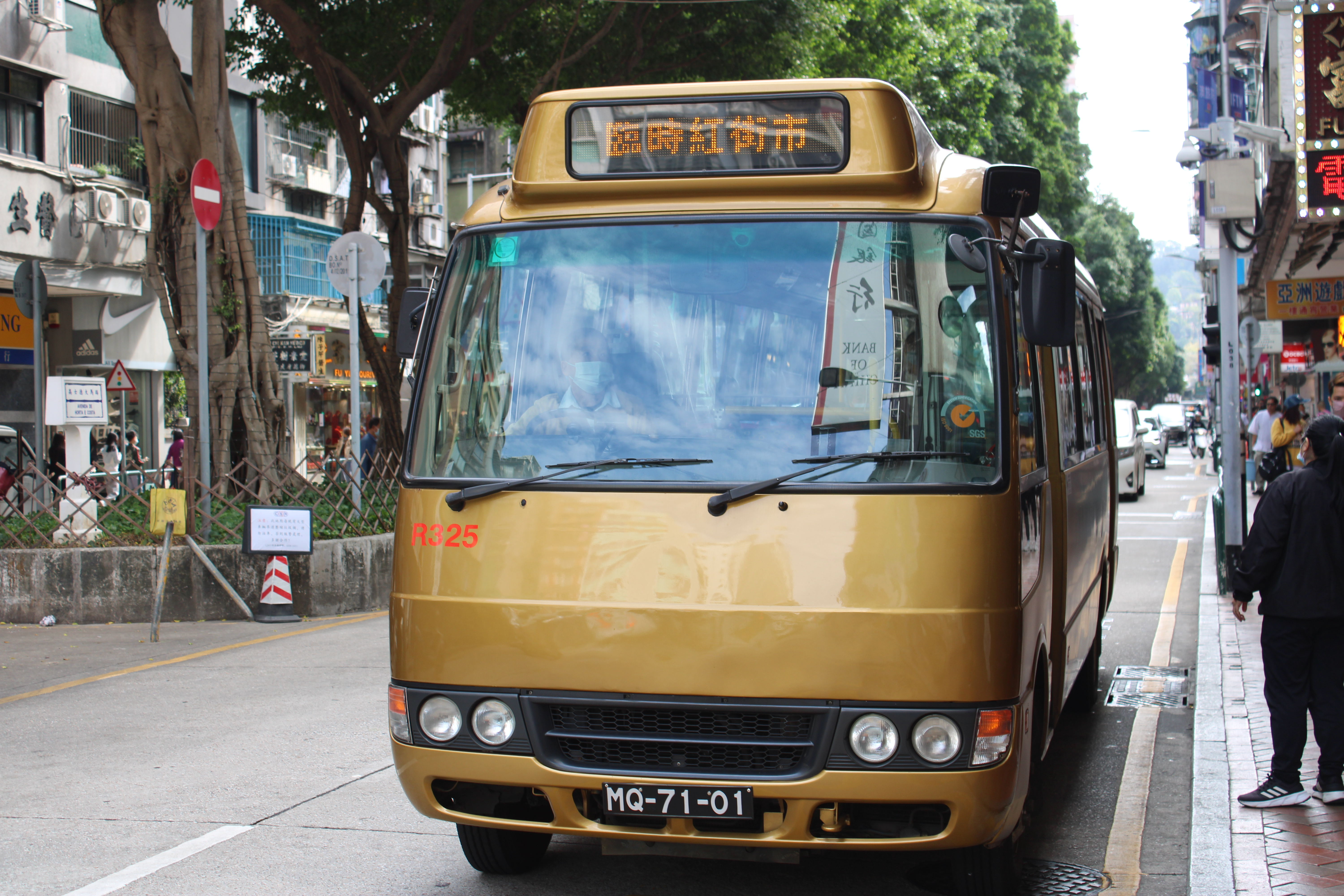
三菱Rosa
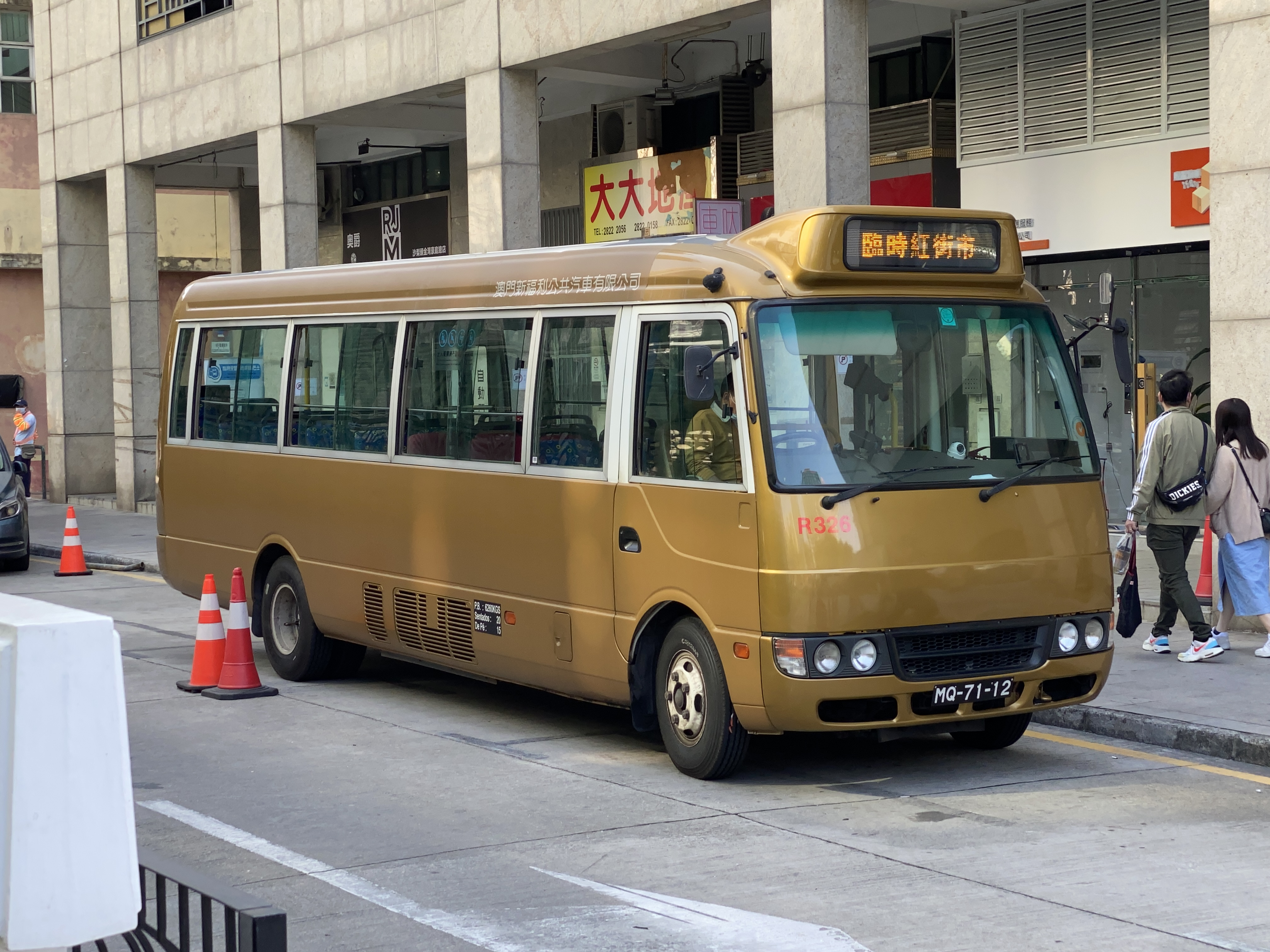
三菱Rosa
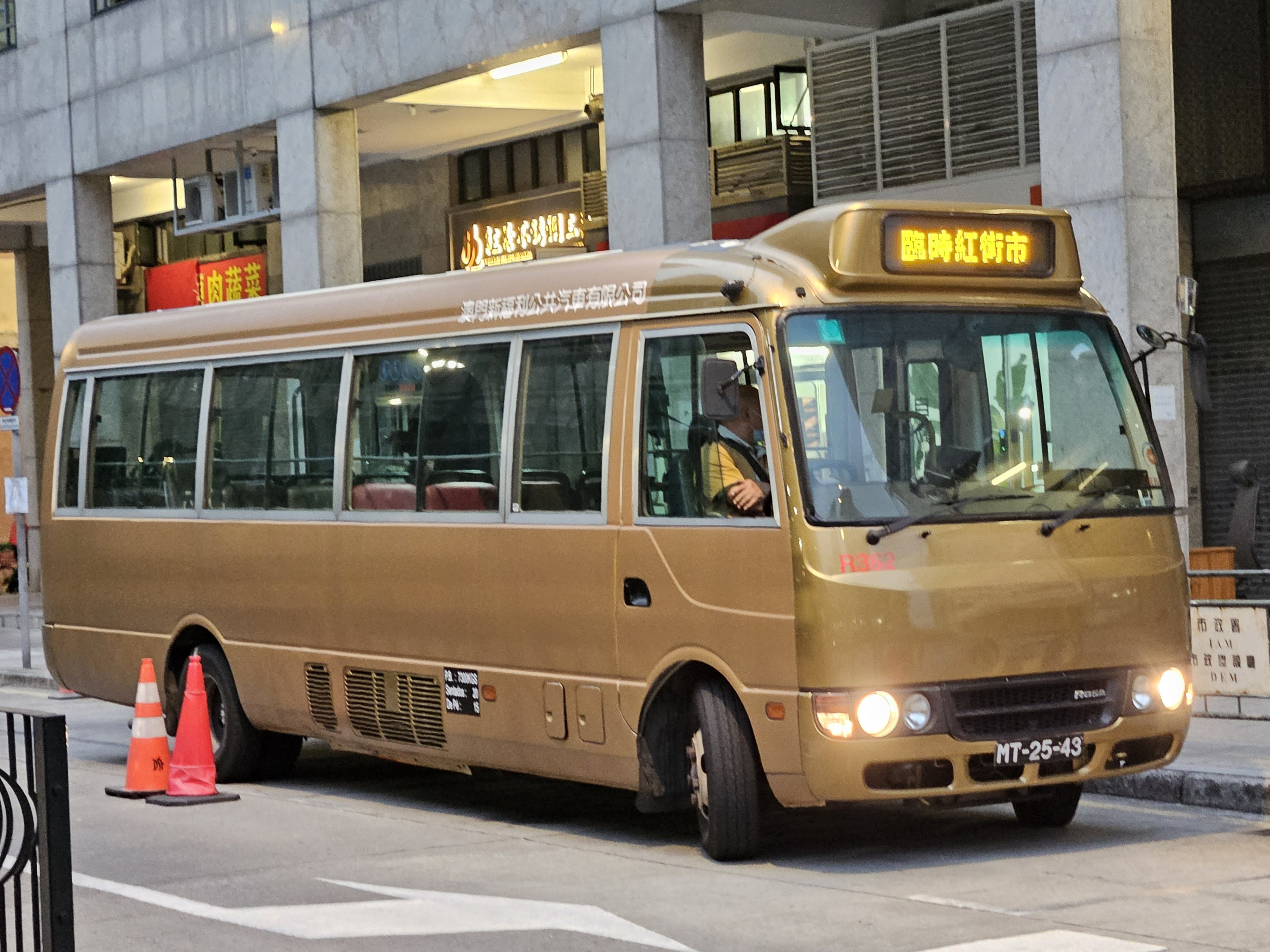
三菱Rosa
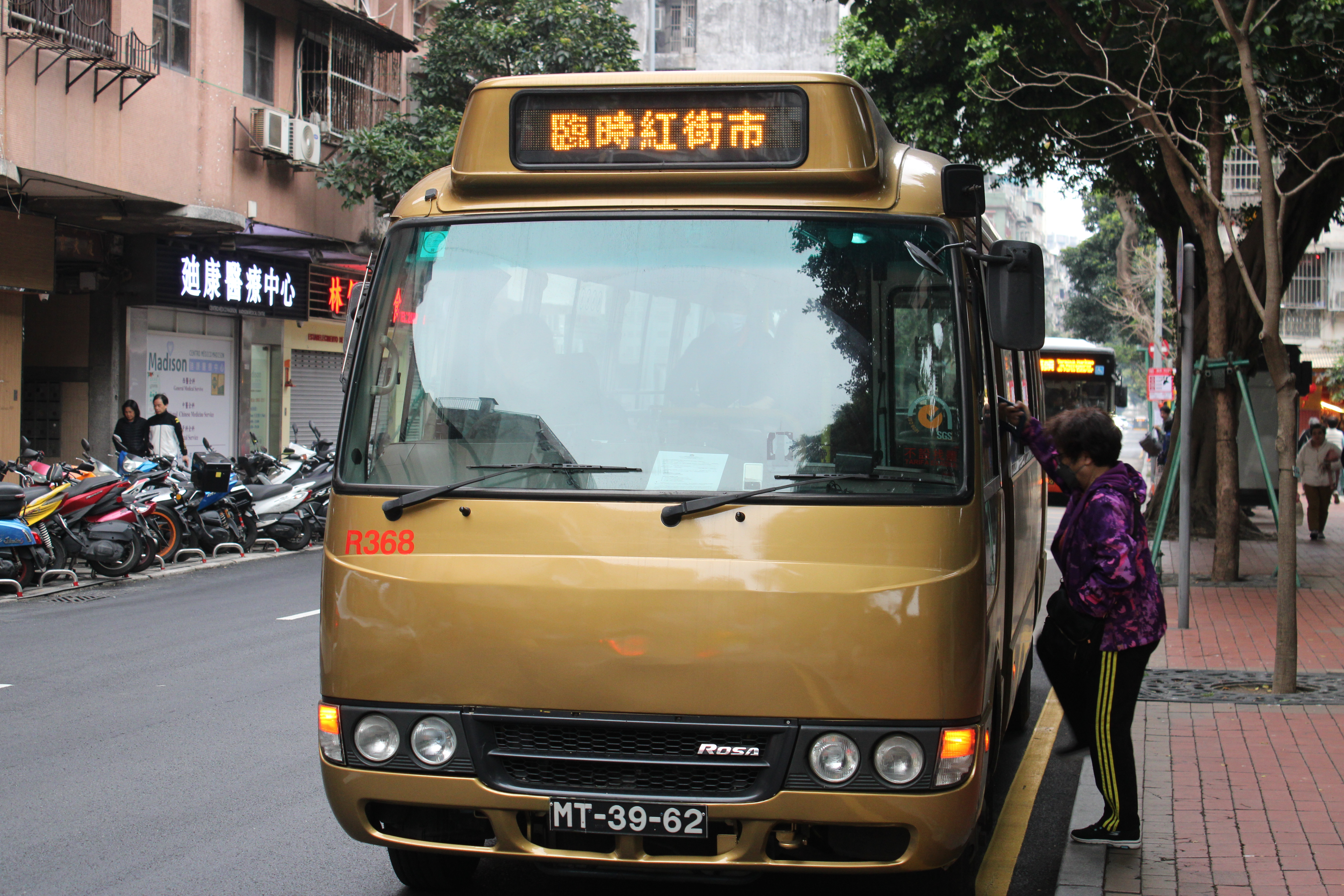
三菱Rosa
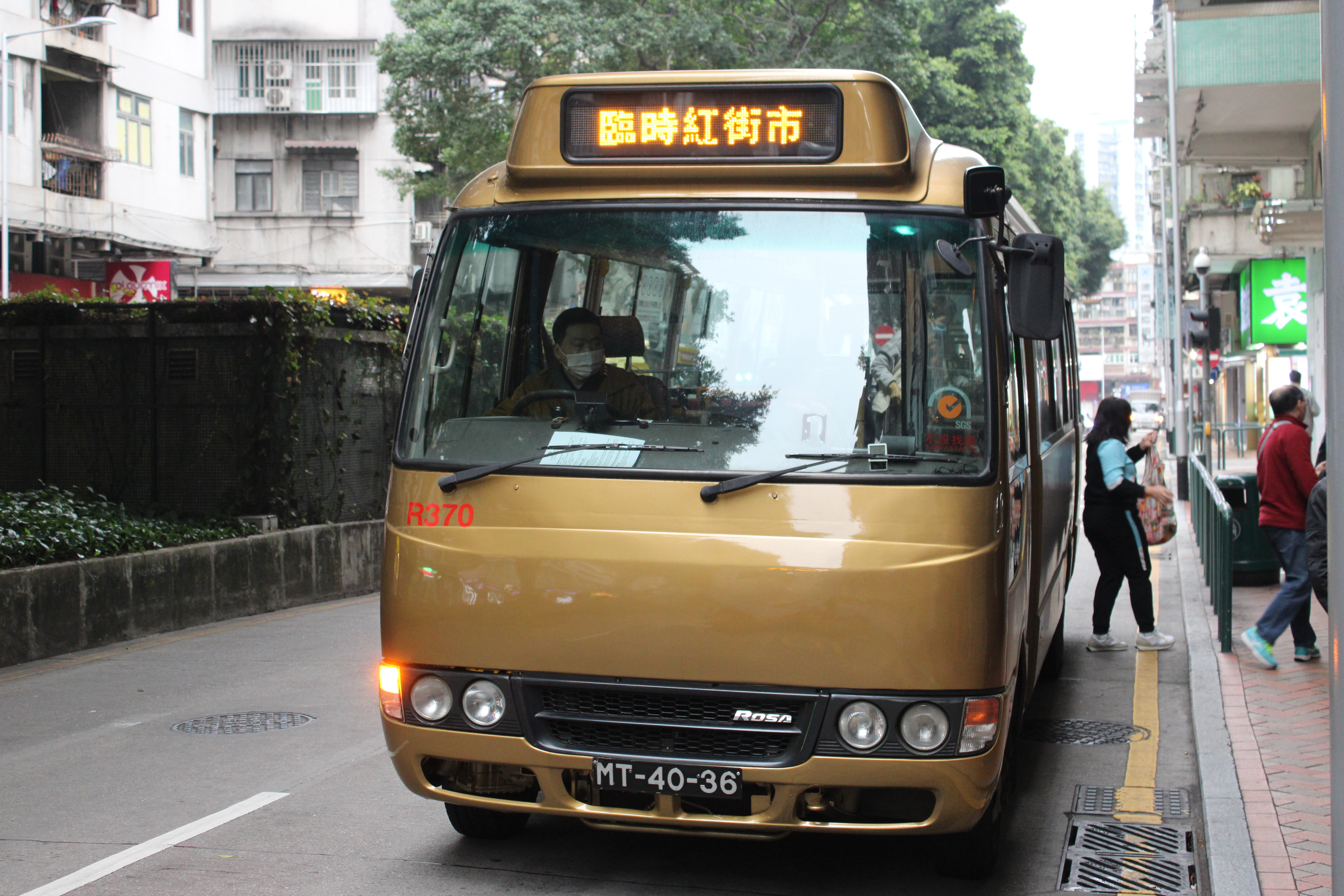
三菱Rosa
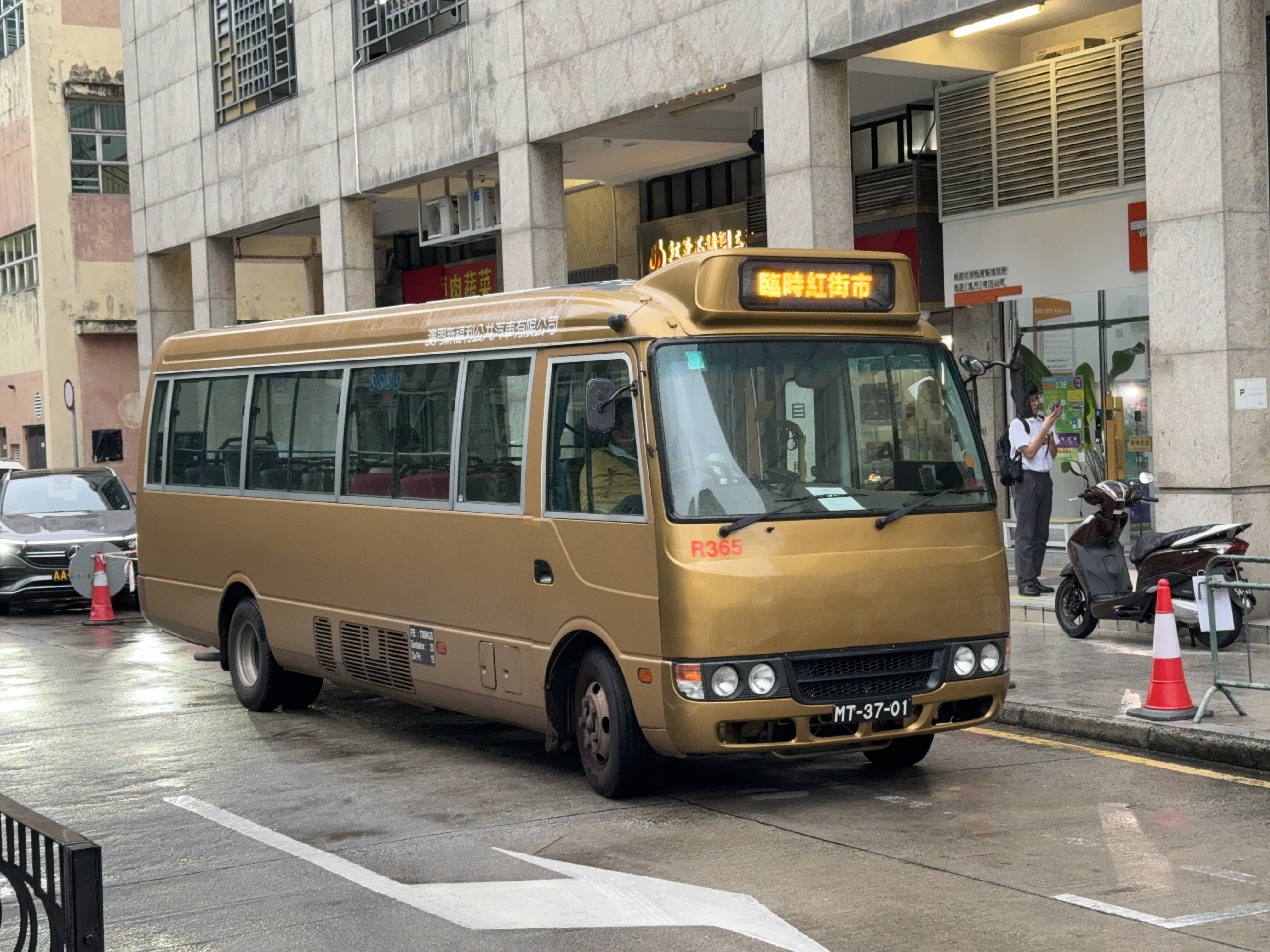
三菱Rosa